# Лево, Амори
Амори́ Лево́ (фр. Amaury Leveaux; род. 2 декабря 1985, Бельфор, Франция) — французский пловец. Победитель и призёр Олимпийских игр, чемпионатов мира и Европы.

## Карьера
На взрослом уровне дебютировал в 2003 году, до того являясь одним из сильнейших юниоров Франции. Сразу же стал вице-чемпионом страны на дистанции 50 метров баттерфляем.
В 2004 году француз впервые стал чемпионом страны на дистанции 200 метров вольным стилем и попал в состав сборной на чемпионат Европы. В Мадриде Лево завоевал две бронзовые медали в эстафетах вольным стилем. Также в эстафетах француз выступал и на Олимпиаде в Афинах. Как на дистанции 4×100, так на дистанции 4×200 французы заняли седьмые места.
В 2007 году на чемпионате мира в Мельбурне француз завоевал первую медаль чемпионатов мира, став с командой третьими в эстафете 4×100.
На Олимпиаде в Пекине Лево завоевал две серебряные медали. В эстафете 4×100 французы обновили европейский рекорд, но стали только вторыми, а на дистанции 50 метров вольным стилем Амори обновил в квалификации олимпийский рекорд, но в финальном заплыве был вторым, уступив только бразильцу Сезару Сьелу.
С чемпионата мира в Риме француз привёз две бронзы: одну личную на дистанции 50 метров кролем и командную в эстафете 4×100. В 2012 году Лево стал чемпионом Европы в эстафете.
На Играх в Лондоне француз неудачно выступил на дистанции 50 метров, где даже не прошёл квалификацию. Зато в эстафетах он завоевал две медали — серебро в дисциплине 4×200, а в эстафете 4×100 м французы смогли обыграть сборную США и стали чемпионами.
В 2013 году на первенстве мира в Барселоне французы вновь выиграли эстафету, после чего Амори Лево, который плыл только в полуфинале, объявил о завершении карьеры.

## Выступления на Олимпийских играх
| Игры        | Эстафета 4х100 метров | Эстафета 4х200 метров | Вольный стиль 50 метров | Вольный стиль 200 метров |
| ----------- | --------------------- | --------------------- | ----------------------- | ------------------------ |
| Афины-2004  | 7                     | 7                     | —                       | —                        |
| Пекин-2008  | 2                     | 11                    | 2                       | 13                       |
| Лондон-2012 | 1                     | 2                     | 18                      | —                        |